# Dinsdale Morgan
Dinsdale Morgan (* 19. November 1972) ist ein ehemaliger jamaikanischer Hürdenläufer, der sich auf die 400-Meter-Distanz spezialisiert hatte. Wegen seiner Sprintstärke wurde er auch in der 4-mal-400-Meter-Staffel eingesetzt.
Bei den Olympischen Spielen 1996 in Atlanta schied er im Vorlauf aus. 1997 gewann er mit der jamaikanischen 4-mal-400-Meter-Stafette Silber bei den Hallenweltmeisterschaften in Paris, siegte bei den Zentralamerika- und Karibik-Meisterschaften in San Juan und wurde Siebter bei den Weltmeisterschaften in Athen.
Im Jahr darauf siegte er bei den Zentralamerika- und Karibikspielen in Maracaibo, wurde Dritter beim Weltcup in Johannesburg und triumphierte bei den Commonwealth Games in Kuala Lumpur.
1999 wurde er erneut Siebter bei den Weltmeisterschaften in Sevilla, 2000 erreichte er bei den Olympischen Spielen in Sydney das Halbfinale, und 2002 wurde er Fünfter bei den Commonwealth Games in Manchester.

## Bestzeiten
- 400 m: 46,31 s, 4. Mai 1996, Jefferson
- 400 m Hürden: 48,13 s, 14. Juli 1998, Rom